# Riuttanen (ö i Södra Savolax)
Riuttanen är en ö i Finland. Den ligger i sjön Pihlajavesi och i kommunen Nyslott i  landskapet Södra Savolax, i den sydöstra delen av landet, 270 km nordost om huvudstaden Helsingfors. Öns area är 29 hektar och dess största längd är 1,2 kilometer i sydöst-nordvästlig riktning.